# Francia en los Juegos Olímpicos de Los Ángeles 1984
Francia estuvo representada en los Juegos Olímpicos de Los Ángeles 1984 por un total de 238 deportistas que compitieron en 21 deportes.  
El portador de la bandera en la ceremonia de apertura fue el yudoca Angelo Parisi.

## Medallistas
El equipo olímpico francés obtuvo las siguientes medallas:
| Nombre                                                                                    | Deporte            | Competición                      |
| ----------------------------------------------------------------------------------------- | ------------------ | -------------------------------- |
| Oro                                                                                       |                    |                                  |
| Pierre Quinon                                                                             | Atletismo          | Salto con pértiga M              |
| Philippe Boisse                                                                           | Esgrima            | Espada ind. M                    |
| Jean-François Lamour                                                                      | Esgrima            | Sable ind. M                     |
| Equipo                                                                                    | Fútbol             | Torneo M                         |
| Philippe Heberlé                                                                          | Tiro               | Pistola de aire 10 m M           |
| Plata                                                                                     |                    |                                  |
| Joseph Mahmoud                                                                            | Atletismo          | 3000 m con obstáculos M          |
| Philippe Boisse Jean-Michel Henry Olivier Lenglet Philippe Riboud Michel Salesse          | Esgrima            | Espada por eqs. M                |
| Philippe Delrieu Franck Ducheix Hervé Granger-Veyron Pierre Guichot Jean-François Lamour  | Esgrima            | Sable por eqs. M                 |
| Angelo Parisi                                                                             | Judo               | +95 kg M                         |
| Frédéric Delcourt                                                                         | Natación           | 200 m espalda M                  |
| Bernard Brégeon Patrick Lefoulon                                                          | Piragüismo         | K2 1000 m M                      |
| Michel Bury                                                                               | Tiro               | Rifle en posición tendida 50 m M |
| Bronce                                                                                    |                    |                                  |
| Thierry Vigneron                                                                          | Atletismo          | Salto con pértiga M              |
| Michèle Chardonnet                                                                        | Atletismo          | 100 m vallas F                   |
| Christophe Tiozzo                                                                         | Boxeo              | Superwélter (71 kg) M            |
| Fabrice Colas                                                                             | Ciclismo en pista  | 1000 m contrarreloj M            |
| Philippe Riboud                                                                           | Esgrima            | Espada ind. M                    |
| Marc Cerboni Patrick Groc Pascal Jolyot Philippe Omnès Frédéric Pietruszka                | Esgrima            | Florete por eqs M                |
| Véronique Brouquier Brigitte Gaudin Pascale Trinquet-Hachin Anne Meygret Laurence Modaine | Esgrima            | Florete por eqs. F               |
| Philippe Vatuone                                                                          | Gimnasia artística | Suelo M                          |
| Marc Alexandre                                                                            | Judo               | –65 kg M                         |
| Michel Nowak                                                                              | Judo               | –78 kg M                         |
| Catherine Poirot                                                                          | Natación           | 100 m braza F                    |
| Didier Boube Joël Bouzou Paul Four                                                        | Pentatlón moderno  | Equipos M                        |
| Bernard Brégeon                                                                           | Piragüismo         | K1 500 m M                       |
| François Barouh Philippe Boccara Pascal Boucherit Didier Vavasseur                        | Piragüismo         | K4 1000 m M                      |
| Didier Hoyer Éric Renaud                                                                  | Piragüismo         | C2 1000 m M                      |
| Thierry Peponnet Luc Pillot                                                               | Vela               | 470 M                            |